# Dusona venitor
Dusona venitor là một loài tò vò trong họ Ichneumonidae.